# Przędziorek chmielowiec
Przędziorek chmielowiec (Tetranychus urticae) – gatunek roztocza z rodziny przędziorkowatych. Powszechny szkodnik, żerujący na około 180 gatunkach roślin, w tym na około 100 gatunkach roślin użytkowych.

## Biologia

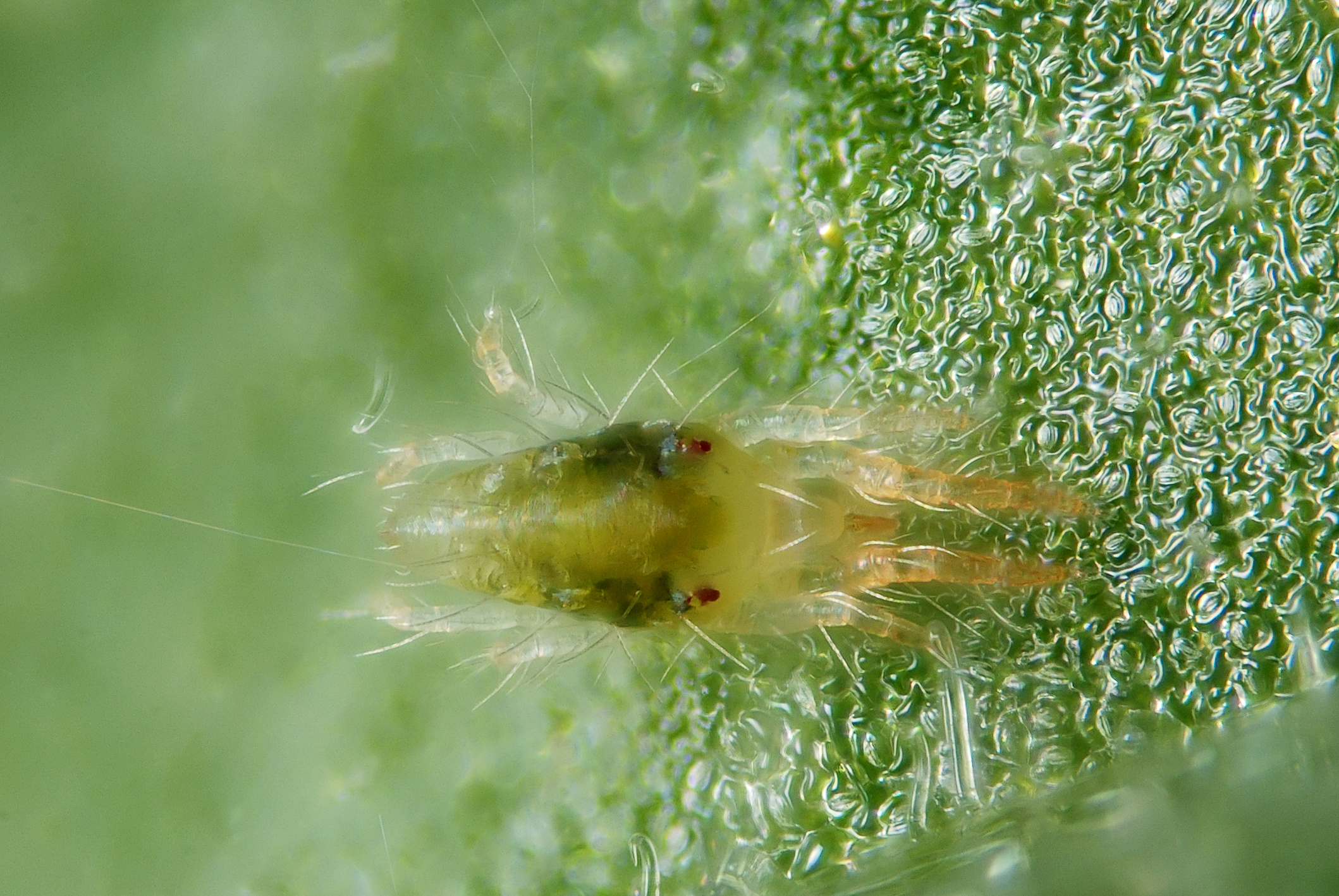
Samiec, forma zielona

Samice mają kształt owalny, zmieniają barwę w zależności od pory roku. Zimujące samice są koloru ceglastopomarańczowego, natomiast w lecie są koloru żółto-zielonego. Samice mają zdolność do wytwarzania pajęczynki. Samce są kształtu romboidalnego i mniejsze od samic. Działanie szkodliwe mają pajęczaki dorosłe oraz larwy i nimfy. Stadium zimującym jest zapłodniona samica, która chowa się w glebie. Jaja są składane po spodniej stronie liści. Samica składa około 100 jaj. Pełny rozwój, w zależności od warunków trwa od jednego do trzech tygodni.
Wykazują polimorfizm barwy. Występują osobniki zielone lub czerwone. Zmiana barwy następuje także w trakcie rozwoju. Należą do nielicznych zwierząt zdolnych do syntezy karotenoidów. Geny niezbędne do wytworzenia tych barwników prawdopodobnie nabyły w wyniku poziomego transferu genów od grzybów. Wytwarzane karotenoidy poza nadawaniem barwy ciału umożliwiają również działanie fotoreceptorów indukujących diapauzę.

## Szkodliwość
Pajęczaki wysysają soki, żerując na spodniej części liścia. Powodują powstawanie mozaikowych, żółtych plam. Następnie, przy mocno zaatakowanych liściach, następuje stopniowe zasychanie i w końcu opadają. Na zaatakowanych roślinach można zauważyć lekką pajęczynę, występującą głównie na spodzie liści. Roztocz ten występuje m.in. na fasoli, papryce, truskawce i innych roślinach sadowniczych oraz na wielu roślinach ozdobnych. Przy bardzo silnym porażeniu na kukurydzy stwierdzono zasychanie liści, a nawet zamieranie całych roślin.
Żeruje zarówno w szklarniach, jak i w uprawach polowych. W szklarniach występuje kilka pokoleń w ciągu roku, natomiast w uprawach polowych – 3–5 pokoleń. W uprawach szklarniowych można do zwalczania stosować drapieżnego roztocza dobroczynka szklarniowego, a w sadach dobroczynka gruszowego (Typchlodromus pyri).